# فریزر (پنسیلوانیا)
فریزر (به انگلیسی: Frazer) یک منطقهٔ مسکونی در ایالات متحده آمریکا است که در پنسیلوانیا واقع شده‌است. فریزر ۱۷۰٫۰۸ متر بالاتر از سطح دریا واقع شده‌است.